# 오카다 요시노리
오카다 요시노리(岡田義徳, 1977년 3월 19일 - )는 기후현 이비군 오노정 출신의 배우. 어뮤즈 소속. 기후 현립 이케다 고등학교 졸. 두 명의 누나가 있고, 그 중 한명은 탤런트 오카다 리에.

## 인물
- 누나와 함께 아사쿠사바시 영 양품점 오디션으로 데뷔. 현재까지 다양한 역할을 소화하고 있고, 특히 《키사라즈 캐츠아이》의 '웃치' 역으로 인기몰이를 했다. 작품마다 딴사람처럼 이미지를 바꾸어 가는 타입. 더욱이 최근에는 성우로도 활약하고 있다.
- 술을 마시면 조용해지기 때문에 민폐를 끼치지 않기 위해 먼저 나서서 술자리를 가지지 않고, 콜라와 담배를 매우 좋아한다. "초조해지면 콜라를 쉴 새 없이 마신다!"라는 본인담.
- 아사노 다다노부와 밴드 'Peace Pill'을 결성해 드러머로 활동, 최근에는 DJ를 중심으로 한 음악활동을 하거나 'ROCK IN JAPAN FESTIVAL' 등에 출연했다.
- 취미는 가구 만들기. 불상을 만드는 장인이던 친척의 영향으로 장인을 동경하고 있다. 집의 벽이나 선반, 가구 등도 친구들과 함께 직접 만든 것. 컴퓨터도 자작.
- 같은 '어뮤즈' 소속인 코이데 케이스케와 친하며, 《와랏테이이토모!》의 코너 '텔레폰 쇼킹'에서는 코이데의 소개로 출연했다.

## 출연 작품

### 드라마
- 1994년 《아리요사라바》 - 노무라 하지메 역
- 1995년 《하트에 S》
- 1995년 《정의는 이긴다》 - 다카오카 준페이 역
- 《기묘한 이야기》
  - 1995년 도모코의 긴 아침
  - 2001년 엑스트라
  - 2006년 빗 속의 방문자
  - 2007년 48%의 사랑
- 1996년 《드라마 신 은하》
- 1996년 《내츄럴 사랑의 행방》- 유게 타스히사 역
- 1996년 《이구아나의 딸》 - 오카자키 노보루 역
- 1997년 《세상에서 아빠가 제일 좋아》 - 시미즈 켄타 역
- 1997년 ~ 1998년 《아마카라샹》 - 사카키 타쿠야 역
- 1998년 《무시무시!!! 어른스러운 카렌씨》 - 다케다 군지 역
- 1998년 《숲의 도시 사랑 이야기》
- 1999년 《안고 싶어!》
- 1999년 《귀여운 걸로는 안될까?》 - 우치다 코지 역
- 1999년 《교토 암살자 사건 파일》 - 다니구치 마코토 역
- 1999년 《사랑 사기꾼》 - 시라이시 타쿠야 역
- 2000년 《이상한 이야기》 - 스즈키 구타로 역
- 2000년 《하나무라 다이스케》 - 구와노 아츠시 역
- 2000년 《편집왕》 - 고도마리 아사무시 역
- 2001년 《마리아》 - 엔도 신노스케 역
- 2001년 《가바치타레!》 - 가네다 긴지로 역
- 2001년 《츄신구라 1/47》
- 2002년 《더블 스코어》 - 기타지마 다케시 역
- 2002년 《키사라즈 캣츠아이》 - 웃치(우치다 하지메) 역
- 2002년 《태양의 계절》 - 가와노 코헤이 역
- 2003년 《이케부쿠로 웨스트 게이트 파크》 - 우치야마 하지메 역
- 2003년 《오오쿠》 - 이마오카 신노스케 역
- 2003년 《비기너》 - 다나카 이치로 역
- 2003년 《스카이하이》 - 무라타 센코 역
- 2003년 《나의 마법사》
- 2003년 《메시지~말이 배신해 간다~》
- 2004년 《모래 그릇》 - 미야타 마코토 역
- 2004년 《정말로 있었던 무서운 이야기》 - 오모리 마코토 역
- 2004년 《사랑스런 그대에게》 - 아즈미 토시야 역
- 2005년 《우메코》
- 2005년 《기분이 안 좋은 진》 - 아베 케이타 역
- 2005년 《구명 병동 24시》 - 세리자와 마사키 역
- 2005년 《렌조나치 필드 파일》 - 나이토 미쿠니 역
- 2005년 《하루와 나츠 전하지 못한 편지》 - 나카야마 류타 역
- 2005년 《여관 카와세미》 - 이노스케 역
- 2005년 《노부타를 프로듀스》 - 요코야마 다케시 역
- 2005년 《나라도둑 이야기》 - 기노시타 도키치로 역
- 2006년 《나는 주부로소이다》 - 고마츠 도오루 역
- 2006년 《웃기는 사랑은 하고 싶지 않아》 - 오야마 시게오 역
- 2006년 《도쿄 타워 ~엄마와 나, 때때로 아빠~》 - 마에노 역
- 2007년 《가희》 - 모리링 역
- 2007년 《아름다운 그대에게~미남♂파라다이스~》 - 아시야 시즈키 역
- 2007년 《섹시 보이스 앤 로보》 - 나나시 히데요시 역
- 2007년 《플라이트 패닉》 - 키토 에이신 역
- 2007년 《샤바케》 - 마츠노스케 역
- 2007년 《유키폰의 일》 - 마루카와 유키폰 역
- 2008년 《1파운드의 복음》 - 우에다 타다시 역
- 2008년 《아츠히메》 - 시마즈 타다유키 역
- 2008년 《오센》 -오카모토 노부오 역
- 2008년 《THE QUIZ SHOW》 - 마나카 노보루 역
- 2008년 《오 마이 걸!!》 - 이시다 켄 역
- 2008년 《the 파도타기 레스토랑》 - 나폴리 역
- 2008년 《33분 탐정》 - 후미 역
- 2008년 《루팡의 소식》 - 기타 요시오 역
- 2009년 《고스트 프렌즈》 - 신조 타츠미 역
- 2009년 《좌목탐정 EYE》 - 가토 류 형사 역
- 2009년 《찬스!~그녀가 성공한 이유~》 - 쿠사바 후미야 역
- 2009년 《우리집 남자》 - 오쿠라 타케시 역
- 2010년 《마츠모토 세이초 드라마 스페셜 산골짜기의 풀》 - 요시키 노부히로 역
- 2010년 《퍼펙트 리포트》 - 마츠다 코지 역
- 2010년 《SPEC~경시청 공안부 공안 제 5과 미상 사건 특별 대책계 사건부~》 - 마츠이 가즈오 역
- 2011년 《CONTROL~범죄심리조사~》 - 시마다 형사 역
- 2011년 《Dr.이라부 이치로》 - 이케야마 다쓰로 역
- 2011년 《이어받기》 - 오기노 유타카 역
- 2011년 《절대영도~특수범죄 잠입수사~》 - 아라키 다카노리 역
- 2011년 《용사 요시히코와 마왕의 성》 - 소젖남 역
- 2011년 《남극대륙》 - 후나키 이쿠조 역

### 영화
- 1995년 《물가의 신밧드》 - 이토 슈지 역
- 1997년 《두근두근 메모리얼》 - 스즈키 아키히코 역
- 1997년 《현대 닌쿄전》
- 1998년 《아 루스 보이》
- 2000년 《PARTY7》 - 도도히라 역
- 2003년 《키사라즈 캣츠 아이》
- 2003년 《ROCKERS》 - 모모짱 역
- 2003년 《우연하게도 최악의 소년》
- 2004년 《불량공주 모모코》 - 이소베 역
- 2004년 《와일드 플라워즈》 - 호소야 신이치 역
- 2004년 《녹차의 맛》 - 오미야 역
- 2005년 《전차남》 - 오타쿠 A (요시가) 역
- 2005년 《문자로 전해진 이야기》 - 야마구치 역
- 2005년 《마다가스카》 - 멜먼 역 (더빙)
- 2006년 《키사라즈 캣츠 아이 월드시리즈》
- 2006년 《철콘 근크리트》 - 바닐라 역
- 2007년 《아워DANCE》 - 유카와 쇼조 역
- 2007년 《괜찮아, 정말 괜찮아》 - 고모리 히사노부 역
- 2008년 《디트로이트 메탈 시티》 - DMC 팬 역
- 2009년 《중력 피에로》 - 야마우치 역
- 2009년 《마다가스카 2》 - 멜먼 역 (더빙)
- 2009년 《오토나리: 사랑의 전주곡》
- 2009년 《20세기 소년 최종장 - 우리들의 깃발》
- 2009년 《논짱 도시락》 - 나가이 노리토모 역
- 2010년 《REDLINE》 - 조니 보야 역
- 2011년 《태평양의 기적 - 폭스라 불렸던 남자》
- 2011년 《신의 카르테》

### 뮤직 비디오
- 야이다 히토미 - Go my way
- 케츠메이시 - 여행자 (旅人 다비비토[*])
- FLOW - 겨울의 빗소리 (冬の雨音 후유노 아메오토[*])

## 관련 인물
- 오카다 준이치
- 사쿠라이 쇼
- 사토 류타
- 츠카모토 타카시